# Острув (Прошовицький повіт)
Острув (пол. Ostrów) — село в Польщі, у гміні Прошовиці Прошовицького повіту Малопольського воєводства.
Населення — 705 осіб (2011).
У 1975-1998 роках село належало до Краківського воєводства.

## Демографія
Демографічна структура станом на 31 березня 2011 року:
|          | Загалом | Допрацездатний вік | Працездатний вік | Постпрацездатний вік |
| -------- | ------- | ------------------ | ---------------- | -------------------- |
| Чоловіки | 354     | 66                 | 240              | 48                   |
| Жінки    | 351     | 79                 | 196              | 76                   |
| Разом    | 705     | 145                | 436              | 124                  |